# Floyd du Pont
Floyd du Pont (né en 1895, mort le 23 octobre 1937) est un chorégraphe, danseur et acteur suédois qui contribua à plusieurs comédies musicales de l'Entre-deux-guerres. Il était marié à la danseuse et chorégraphe Sonia du Pont.

## Filmographie sélective
- 1936 : Première (chorégraphie)
- 1935 : Princesse Tam Tam (chorégraphie)
- 1934 : Le Roi des Champs-Élysées (chorégraphie)
- 1934 : Zouzou (chorégraphie)
- 1933 : Adolescentes (Giftasvuxna döttrar)
- 1932 : Hans livs match (chorégraphie)
- 1931 : Rumba (chorégraphie)
- 1931 : Brokiga Blad (chorégraphie)
- 1931 : Rumba